# زوران سافيتش
زوران سافيتش (بالسيريلية الصربية: Зоран Савић) مواليد 18 نوفمبر 1966 في زينيتسا، جمهورية البوسنة والهرسك الاشتراكية، هو لاعب كرة سلة صربي سابق بدأ مسيرته الاحترافية في سنة 1989. مثّل منتخب بلاده. شارك في دورة الألعاب الأولمبية الصيفية سنة 1996. حقق المركز الأول في بطولة كأس العالم لكرة السلة 1990. اعتزل اللعب في 2002.

## المسيرة الاحترافية
لعب مع نادي برشلونة لكرة السلة في الدوري الإسباني من سنة 1991 إلى 1993، ثم لعب مع ريال مدريد لكرة السلة في موسم 1995–1996، ثم لعب مع فيرتوس بالاكانسترو بولونيا من سنة 1996 إلى 1998، ثم لعب مع نادي برشلونة في موسم 2000–2001، ثم لعب مع فورتيتودو بولونيا في الدوري الإيطالي في موسم 2001–2002.

## الميداليات
| الميدالية | المسابقة                         |
| --------- | -------------------------------- |
| ذهبية     | بطولة كأس العالم لكرة السلة 1990 |
| ذهبية     | بطولة أمم أوروبا لكرة السلة 1991 |
| فضية      | الألعاب الأولمبية الصيفية 1996   |
| ذهبية     | بطولة أمم أوروبا لكرة السلة 1995 |
| ذهبية     | بطولة أمم أوروبا لكرة السلة 1997 |

## روابط خارجية
- زوران سافيتش على موقع الاتحاد الدولي لكرة السلة (الإنجليزية)
- زوران سافيتش على موقع الدوري الإسباني لكرة السلة (الإسبانية)
- زوران سافيتش على موقع ريلجم (الإنجليزية)
- زوران سافيتش على موقع بروبوليرز (الإنجليزية)
- زوران سافيتش على موقع سبورتس رفرنس (الإنجليزية)
- زوران سافيتش على موقع أوليمبيديا (الإنجليزية)